# Silver Nikan
Silver Nikan (bürgerlich: Kevin Willemsma, * 7. April 1989) ist ein niederländischer DJ und Produzent, der im Bereich des Hardstyle und Hands Up beheimatet ist.

## Karriere
Seine Karriere begann im Jahr 2001. Es folgten eigene produzierte Songs und Remixes, die er vorerst nur als freie Downloads anbietet.
Sein erstes offizielles Remix -Commercial Club Crew – La Luna (Silver Nikan Jump Remix)-, wurde im Jahr 2007 beim Label Andorfine veröffentlicht. Seine erste Single -Silver Nikan – Jumpstyle EP- wurde 2008 bei Balloon Records veröffentlicht.
Des Weiteren ist er unter den Namen/Projekten bekannt: Danceboy, Hardbangerz, Kevin Willemsma, Jump & Nikan und Kevin Portez.
Er war auch bei  Musikveranstaltungen, wie zum Beispiel Defqon.1 oder District One als DJ zu Gast.

## Singles
- Jumpstyle EP (2008)
- Silver Nikan EP (2008)
- Life Is Like A Soundtrack EP (2009)
- Exper!ence EP (2010)
- Van Dutch & Silver Nikan Featuring Dee Dee – It’s My Life (2013)
- I Wanna Fly (2016)[4]